# Chaulieu
Chaulieu è un comune francese di 283 abitanti situato nel dipartimento della Manica nella regione della Normandia.
La collina della Brimbale è il punto più alto del dipartimento, con 369 m s.l.m., mentre il borgo di Saint-Martin è il centro abitato più alto (367 m s.l.m.)
In località "Les Maures" nel territorio del comune, nasce la Sée.

## Società

### Evoluzione demografica
Abitanti censiti